# 糞博物館

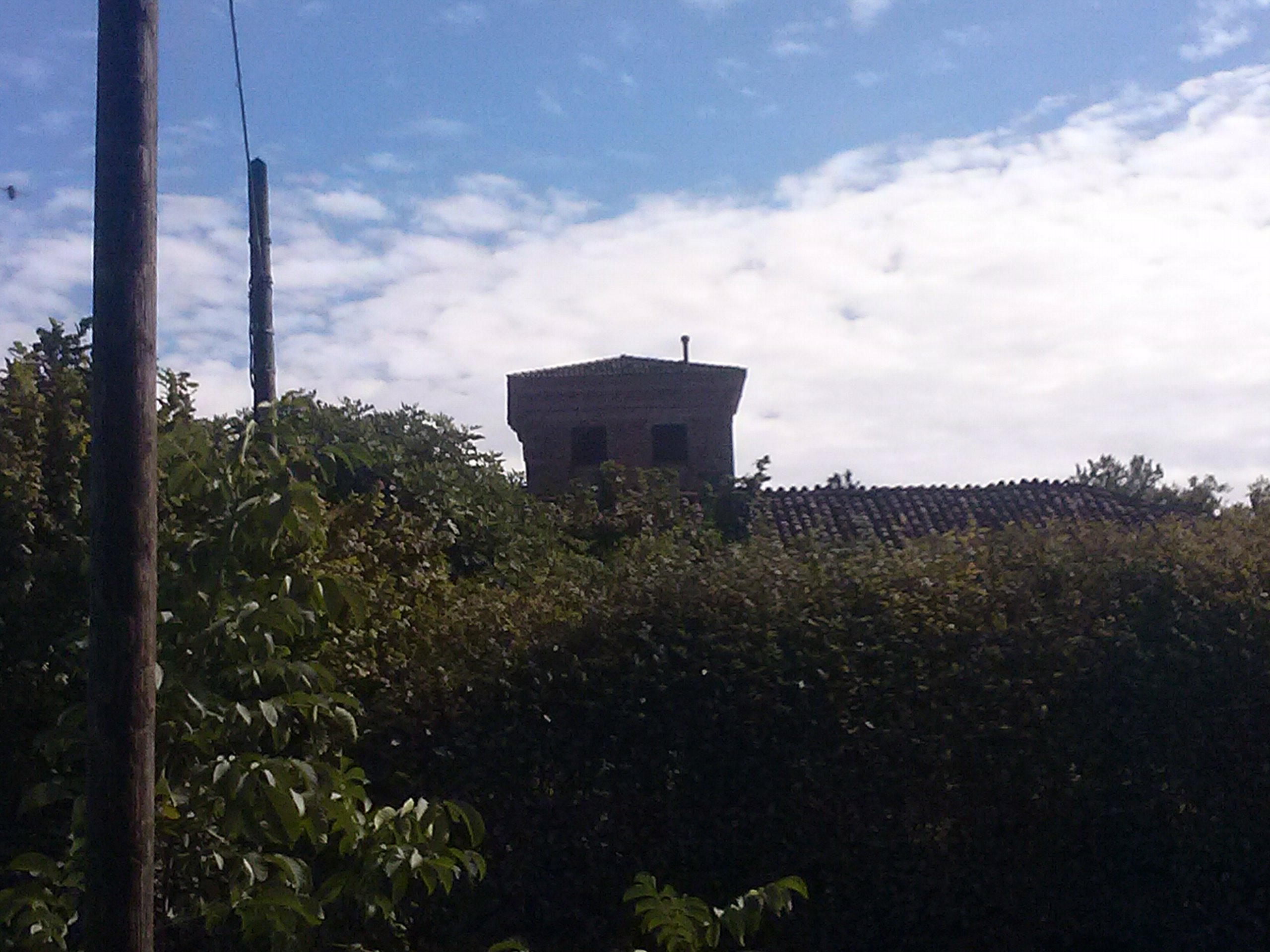
博物館に改装されたカステルボスコの古城。

糞博物館（くそはくぶつかん、英語: The Shit Museum、イタリア語: Museo Della Merda）とは、イタリア北部のピアチェンツァ県にある、さまざまな生物の糞便を専門に展示する博物館である。
2015年5月5日、地元のカステルボスコに住む酪農家のジャナントニオ・ロカッテリらが、自身の所有する14世紀の古城を改装してこの博物館を開館させたが、デイリー・テレグラフ紙は排泄物を専門とする世界初の博物館であるとしている。

## 歴史
ジャナントニオ・ロカッテリが経営する酪農場ではおよそ3,500頭の乳牛を飼育しており、そこから得られた牛乳を原料としてグラナ・パダーノの生産を行っていた。ロカッテリはこれら乳牛が排泄する1日およそ10万キロの牛糞の処理に頭を悩ませていたが、試行錯誤を繰り返し、メタンや有機肥料、漆喰、煉瓦の原料として活用したほか、酪農場やチーズ製造工場などでの発電にも利用した。こうした排泄物の利活用がうまく軌道に乗ったことで、エコ・フレンドリー、リサイクルをテーマとした処理設備や機構の展示と、併せて糞便を専門とした資料の展示なども行う運びとなった。博物館では恐竜の糞石や、排泄物から着想を得た芸術作品、古代ローマで用いられていた糞を原材料とした薬草、食糞性の昆虫など、糞便に関する様々な分野の資料が収集された。
ロカッテリが所有するカステルボスコ城を改装することで展示スペースが確保し、アーティストのデヴィッド・トレムレットやアン・ポワリエ、パトリック・ポワリエ、建築家のルカ・チペレッティらによって内装設計が進められた。博物館ではエジプトやイタリアを始めとする世界各地の糞便にまつわる歴史的な遺物や文献資料のほか、廃材や廃棄物を利用した芸術作品、最新の科学研究によって糞便を利用するためのアイデアなどが展示された。設立初年度の2015年には、こうしたアイデアを具現化した建築資材「メルダコッタ（Merdacotta）」を発明し、イタリアの特許を取得している。メルダコッタは牛糞、わら、農場廃棄物などを混ぜ合わせた粘土素材で、テラコッタのような質感を保持しているが、より軽く、より寒さに強いという点でテラコッタよりも優れているとされている。メルダコッタを使用して制作した品は翌2016年のミラノサローネに出品され、ミラノ・デザイン・アワード最優秀賞を受賞した。

## 類似の施設
- うんこミュージアム - カヤックが運営するエンターテイメント施設。
- スラブ国際トイレ博物館（英語版） - インドのデリーにある博物館。
- 国立うんち博物館（英語版） - イギリスのワイト島にある博物館。